# 苏氏花蟹蛛
苏氏花蟹蛛（学名：Xysticus sujatai）为蟹蛛科花蟹蛛属的动物。分布于印度以及中国大陆的西藏等地，一般栖息于青稞天作物间。该物种的模式产地在印度。